# سارة توماس (حكم كرة القدم الأمريكية)
سارة توماس ( المعروفة بايم بايلي؛ من مواليد 21 سبتمبر 1973)  هي محكمة رسمية في اتحاد كرة القدم الأمريكية، تعمل حاليًا في الدوري الوطني لكرة القدم الأمريكية (NFL).
تعتبر سارة أول امرأة تدير مباراة كرة قدم جامعية كبرى، وأول من أدار مباراة في ملعب اتحاد العشرة الكبار. عٌينت سارة في 8 أبريل 2015، كأول محكمة بدوام كامل في تاريخ اتحاد كرة القدم الأميركي،  كما كانت ضمن الطاقم التحكيمي برئاسة الحكم شون هوشولي لموسم اتحاد كرة القدم الأميركي 2020. كانت سارة ترتدي الزي الرسمي رقم 53. أصبحت سارة في يناير 2021 أول امرأة تحكم مباراة فاصلة في دوري كرة القدم الأمريكية. في فبراير 2021، أصبحت أول امرأة تحكم مباراة في بطولة سوبر بول.

## الحياة الشخصية
وٌلدت سارة توماس في باسكاجولا بولاية ميسيسيبي. والتحقت بمدرسة باسكاجولا الثانوية، حيث شاركت خمس مرات في لعبة الكرة اللينة كأول طالبة تفعل ذلك على الإطلاق. التحقت بعد ذلك بجامعة موبايل بمنحة دراسية لكرة السلة. جمعت سارة في مواسمها الثلاثة في فريق كرة السلة 779 نقطة و441 كرة مرتدة و108 تمريرة حاسمة و192 قطع للكرة.  جعلتها تلك الأرقام في المرتبة الخامسة في تاريخ المدرسة.
قبل أن تصبح حكمًا، عملت سارة كصيدلانية.
تزوجت سارة من بريان توماس، وأنجبا ثلاثة أطفال. يعيش الزوجان توماس في براندون بولايةميسيسيبي.

## مهنة التحكيم

### السنوات المبكرة
بدأت سارة مسيرتها التحكيمية في عام 1996، عندما حضرت اجتماعًا لاتحاد مسؤولي كرة القدم في ساحل الخليج. حكّمت سارة في أول مباراة جامعية في عام 1999.

### اتحاد الولايات المتحدة الأمريكية
دعا جيري أوستن منسق الحكّام في اتحاد الولايات المتحدة الأمريكية والذي حكّم أيضًا أيضًا المباريا في سوبر بول سارة إلى معسكر الحكّام في عام 2006،، نظرًا لإثبات توماس تفانيها ومهاراتها في تطوير تلك المهنة. أُعجب أوستن بمهاراتها ووظفها في فريق عمل اتحاد الولايات المتحدة الأمريكية. في عام 2007، أصبحت سارة أول امرأة تدير مباراة كرة قدم جامعية كبرى، حيث أدارت مباراة بين ممفيس وولاية جاكسونفيل. قال أوستنقبل تلك المباراة: "لقد أوصى بها اثنان من كشافة اتحاد كرة القدم الأميركي بشدة. إنها تتمتع بحضور وسلوك جيدين. أشعر أن لديها القدرة والشجاعة لإجراء مكالمة، والشجاعة لعدم إجراء مكالمة أيضًا." 

### انجاز كرة القدم الأمريكية
كانت سارة توماس خلال موسم 2009 واحدة من خمس حكام في كرة القدم الجامعية الكبرى والوحيدة على مستوى قسم كرة القدم .  عّيّنت سارة ضمن طاقم التحكيم وأعطيت جدولًا كاملاً مكونًا من 11 مباراة. واختيرت في نهاية الموسم ا للعمل في بطولة ليتل سيزر بيتزا بول بين مارشال وأوهايو، مما يجعلها أول امرأة تدير لعبة في بطولة سوبر بول.  قال أفضل لاعب في المباراة لاعب فريق مارشال مارتن وارد فيما يتعلق بحضورها وهو يركض للخلف "لقد لاحظتها قبل المباراة، ولكن هذا كان كل شيء. بمجرد بدء المباراة، كانت تقوم فقط بالمهمة التي يقوم بها حكم الخط في كل مباراة نلعبها. لم يحدث ذلك "لا يهم أنها كانت امرأة على الإطلاق."
في 12 نوفمبر 2011، أصبحت سارة توماس أول امرأة تتولى تحكيم مباراة في ملعب العشرة الكبار، حيث عملت كمحكمة على الخط عندما استضاف فريق نورث وسترن فريق رايس.
عندما سُئلت عن التحديات المرتبطة بكونها حكمًا لكرة القدم، زعمت سارة أنه "لم تكن هناك أي تحديات" لكونها أنثى في كرة القدم، وقالت: "لقد كان الجميع محترفين للغاية، وكانوا ينظرون إلي تمامًا مثل أي مسؤول آخر"، مما ساعد في ذلك. يجب أن يُنظر إلى دفاع سارةعلى قدم المساواة مع زملائها.

### دوري اتحاد كرة القدم
أدارت سارة توماس مباريات دوري اتحاد كرة القدم، وفي عام 2010 أدارت مباراة بطولة الدوري.

### الرابطة الوطنية لكرة القدم
أصبحت سارة توماس في عام 2013 واحدة من 21 متأهلاً للتصفيات النهائية يتنافسون على منصب حكم دائم في اتحاد كرة القدم الأميركية. عملت سارة توماس في منافسات نيو أورلينز ساينتس،  وكانت جزءًا من برنامج التطوير الرسمي لاتحاد كرة القدم الأميركي، حيث أمضت ثلاثة أيام في معسكر إنديانابوليس كولتس الصغير.
أعلن اتحاد كرة القدم الأميركي في 8 أبريل 2015 أن سارة توماس ستصبح أول حكم دائم في تاريخ اتحاد كرة القدم الأميركي. ظهرت توماس لأول مرة في الموسم العادي من دوري كرة القدم الأمريكية في مباراة بين كانساس سيتي تشيفز وهيوستن تكساس في ملعب إن آر جي في 13 سبتمبر 2015، كجزء من طاقم بيت موريلي بصفتها حكم خط.
في 24 ديسمبر 2016، كسرت سارة معصمها في اصطدام في منتصف المباراة على هامش مباراة بين فريق فايكينغ وباكرز. عادت سارة توماس وأنهت المباراة بمعصم مكسور.
انتقلت سارة في عام 2017 إلى منصب الحكم السفلي (حم الخط). تزامن التغيير في اسم المنصب من مساعد الحكم مع التحرك لاستخدام مصطلح محايد جنسانيًا.
أصبحت سارة أول امرأة تحصل على مهمة ميدانية في مباراة فاصلة في دوري كرة القدم الأمريكية، وعُينت في طاقم المباراة بيننيوإنغلاند بيتريوتس وسان دييغو تشارجرز في 13 يناير 2019. كما كانت حكم احتياط في مباراة أتلانتا فالكونز ولوس أنجيليس رامز لعام 2018. ظهرت سارة في إعلان تجاري لاتحاد كرة القدم الأميركيلبطولة سوبر بول في عام 2019 مع الحكم رون توربرت (كانت سارة هي الحكم السفلي في طاقم توربرت خلال موسم 2018).
اختيرت سارة توماس لطاقم تحكيم اتحاد سوبر بول وأصبحت أول امرأة تدير مباراة في بطولات سوبر بول، وأيضًا في منصب الحكم السفلي.